# Robin des Bois (série télévisée, 1955)
Cet article concerne la série télévisée de 1955. Pour la série télévisée de 2006, voir Robin des Bois (série télévisée, 2006).
Pour les articles homonymes, voir Robin des Bois.
Robin des Bois (The Adventures of Robin Hood) est une série télévisée britannique en 143 épisodes de 26 minutes, en noir et blanc, produite par ITC et diffusée entre le 25 septembre 1955 et le 1er mars 1959 sur le réseau ITV.
Au Québec, la série a été diffusée à partir du 10 octobre 1958 à la Télévision de Radio-Canada, et en France, à partir du 9 février 1965 sur la première chaîne de l'ORTF.

## Synopsis
Cette série met en scène les aventures du célèbre héros Robin des Bois et de ses compagnons dans la forêt de Sherwood.

## Distribution
- Richard Greene (VQ : Benoit Girard) : Robin des Bois
- Bernadette O'Farrell (en) (VQ : Hélène Loiselle) : Marianne (1955-1957)
- Patricia Driscoll (en) : Marianne (1957-1960)
- Victor Woolf : Derwent
- Archie Duncan (VQ : Edgar Fruitier) : Petit Jean
- Alexander Gauge (en) (VQ : Jean-Claude Robillard) : Frère Tuck
- Alan Wheatley (en) (VQ : Edgar Fruitier) : Shérif de Nottingham
- Donald Pleasence : le Prince Jean
- Paul Eddington (en) / Ronald Howard (2 épisodes) : Will Scarlet
- Charles Gray : Sir Blaise

 Source et légende : version québécoise (VQ) sur Doublage.qc.ca

## Épisodes

### Saison 1 (1955-1956)
1. La Venue de Robin des Bois (The Coming of Robin Hood)
2. Le Prêteur (The Moneylender)
3. Mort ou vif (Dead or Alive)
4. Frère Tuck (Friar Tuck)
5. titre français inconnu (Maid Marian)
6. Un invité de la potence (A Guest for the Gallows)
7. Le Défi (The Challenge)
8. Reine Eleanor (Queen Eleanor)
9. Échec et mat (Checkmate)
10. L'Épreuve (The Ordeal)
11. Un mari pour Marianne (A Husband for Marian)
12. titre français inconnu (The Highlander)
13. titre français inconnu (The Youngest Outlaw)
14. Les Fiançailles (The Betrothal)
15. L'Alchimiste (The Alchemist)
16. Le Jongleur (The Jongleur)
17. Les Frères (The Brothers)
18. titre français inconnu (The Intruders)
19. Bottes du shérif (The Sheriff's Boots)
20. titre français inconnu (Errand of Mercy)
21. Les Vandales (The Vandals)
22. Richard Cœur de Lion (Richard the Lion-Heart)
23. Dames de Sherwood (Ladies of Sherwood)
24. Will Scarlet (Will Scarlet)
25. Le Château Déserte (The Deserted Castle)
26. L'Avare (The Miser)
27. titre français inconnu (Trial by Battle)
28. Enfants de Greenwood (Children of the Greenwood)
29. La Reine de mai (The May Queen)
30. Le Vagabond (The Wanderer)
31. Le Trésor byzantin (The Byzantine Treasure)
32. Mission secrète (Secret Mission)
33. Robins des bois et l'inquisiteur (The Inquisitor)
34. titre français inconnu (Tables Turned)
35. titre français inconnu (The Traitor)
36. titre français inconnu (The Thorkil Ghost)
37. Le Chevalier qui vient dîner (The Knight Who Came to Dinner)
38. titre français inconnu (The Wager)
39. Le Prisonnier (The Prisoner)